# Ethelum pusillum
Ethelum pusillum är en kräftdjursart som beskrevs av Arcangeli 1950. Ethelum pusillum ingår i släktet Ethelum och familjen Eubelidae. Inga underarter finns listade i Catalogue of Life.